# Historia Patriarchów Aleksandrii
Historia Patriarchów Aleksandrii właściwy tytuł: Żywoty świętego kościoła – podstawowe dzieło do poznania historii kościoła koptyjskiego a zarazem oficjalna historia Patriarchatu Aleksandryjskiego. Tradycyjnie jest przypisywana Sewerowi ibn al-Mukaffie, biskupowi Hermopolis (połowa X wieku). Ostatnie badania odrzuciły ten pogląd. Dzieło powstawało stopniowo. Dużo czerpie z Historii Kościoła Aleksandryjskiego. Dzieło obejmuje 75 życiorysów patriarchów do 1243 roku pisanych przez różnych autorów. Pierwsze z nich przerobiono w języku koptyjskim, kolejne powstały w języku arabskim.